# Tohi à grands pieds
Pezopetes capitalis
Genre
Espèce
Statut de conservation UICN

 LC  : Préoccupation mineure
Le Tohi à grands pieds (Pezopetes capitalis) appelé aussi Bruant à grands pieds ou Bruant à pattes larges est une espèce de passereaux appartenant à la famille des Passerellidae. C'est la seule espèce du genre Pezopetes.

## Description
C'est un grand passereau robuste, de 20 cm de long et pesant 56 g. Il a un bec mince et de très grandes et puissantes pattes. L'adulte a une tête gris ardoise, devenant noire sur la gorge, le front et la couronne. Les parties supérieures sont de couleur olive et les ailes et la queue sont noires avec des franges d'olive. Le ventre est d'un olive lumineux teinté de brun sur les flancs et le bas-ventre. Les jeunes ont la tête olive foncé rayé, des rayures noirâtres sur le dos et le ventre chamois.

## Répartition
Cet oiseau vit dans les montagnes du Costa Rica et de l'ouest du Panama (cordillère de Talamanca). Il est abondant  dans des lieux tels que le Cerro de la Muerte (es).

## Habitat
Cet oiseau vit dans le sous-bois des forêts de montagne, les zones replantées, les touffes de bambous et les pâturages broussailleux de 2 000 m d'altitude au páramo à 3 350 m.

## Comportement
Il vit normalement en couple.

## Alimentation
Il se nourrit d'insectes, d'araignées et de graines en grattant avec les deux pieds à la fois et en les extrayant des feuilles mortes avec de rapides mouvements de tête qui peuvent envoyer des débris voler jusqu'à 30 cm. Il cueille également des baies dans les buissons.

## Reproduction
Le nid, construit par la femelle, est une grande coupe de végétaux placée à moins de 2 m du sol dans les bambous ou un buisson dense. Une couvée typique a un ou deux œufs blancs marqués de brun ou bleu-blanc  qui sont couvés seulement par la femelle pendant 12 à 14 jours.

## Sous-espèces
C'est une espèce monotypique.